# 세 나라 다리

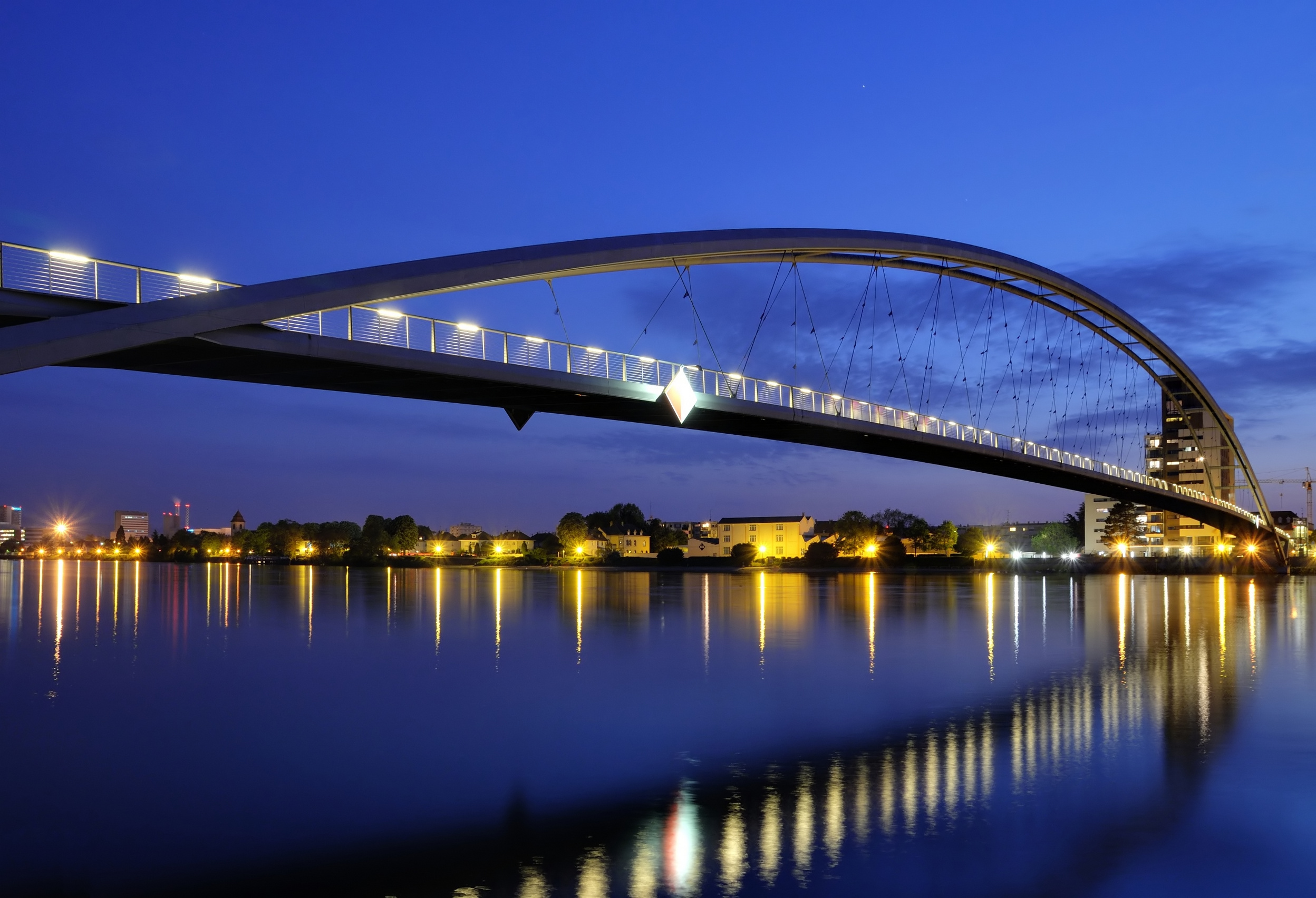
세 나라 다리

세 나라 다리(독일어: Dreiländerbrücke, 프랑스어: La passerelle des Trois Pays)는 프랑스 위냉그와 독일 바일암라인 사이의 라인강에 가설된 아치교이다. 보행자 및 자전거 전용 다리로, 보행자 · 자전거 전용 교량으로는 세계 최장이다.
다리의 이름은 다리가 프랑스, 독일, 스위스 사이에 위치하고 있기 때문에 이렇게 지어졌다.